# Palazzo San Giorgio (Genova)
Palazzo San Giorgio, o Palazzo delle Compere di San Giorgio, è un edificio storico tra i più importanti e conosciuti di Genova. Attualmente ospita la sede dell'Autorità di Sistema Portuale del Mar Ligure Occidentale.
Il palazzo, compreso nel quartiere del Molo, si compone di due parti ben distinte: una parte più antica, tipico esempio di architettura civile medioevale, con il prospetto rivolto verso il porticato di Sottoripa, e una rinascimentale, rivolta verso il mare, nel cui prospetto, affacciato su via della Mercanzia, la breve via che collega piazza Caricamento e piazza Cavour, nei pressi del porto antico, si apre il portale di ingresso principale.
Inizialmente chiamato palazzo del mare, perché direttamente affacciato sulle banchine portuali, con il mare che ne lambiva le fondamenta, fu costruito su disegno di frate Oliverio, architetto e monaco cistercense, intorno alla metà del XIII secolo come sede del Comune; divenne poi sede delle dogane e nel XV secolo passò al Banco di San Giorgio, da cui prese il nome. Ampliato nel Cinquecento, è stato completamente restaurato nella seconda metà dell'Ottocento ad opera di Alfredo d'Andrade dopo un periodo di degrado; dal 1903 ospita gli uffici dell'autorità portuale genovese.

## Storia

### L'edificazione
Il palazzo venne costruito tra il 1257 e il 1260 su commissione del Capitano del Popolo Guglielmo Boccanegra che intendeva così realizzare una propria sede per il potere civile, ben distinta da quella del potere religioso, insediato presso la cattedrale di San Lorenzo.

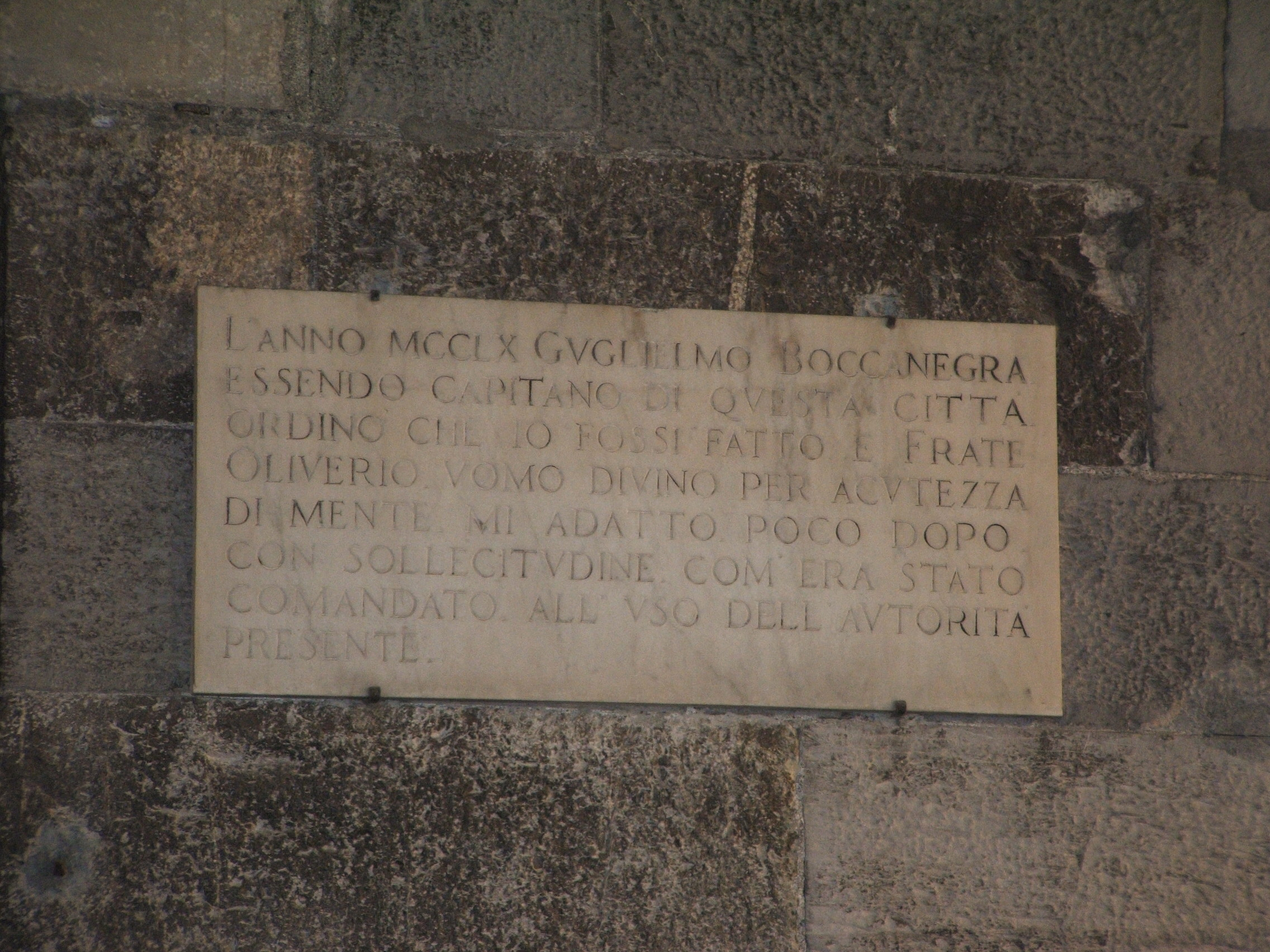
Traduzione della targa commemorativa della fondazione del Palazzo San Giorgio

Il progetto del nuovo palazzo pubblico, come ricorda una lapide affissa nel prospetto rivolto verso la città, fu affidato a Frate Oliverio, monaco dell'abbazia di Sant'Andrea di Sestri Ponente, che grazie alle sue conoscenze tecniche già aveva progettato il prolungamento a mare del Molo Vecchio.
Il palazzo fu costruito in quello che era allora il principale punto di riferimento della città, il porticato a mare di Sottoripa, che in quell'epoca era il centro economico della città. Il nuovo palazzo, collocato al centro di questo porticato, fu costruito accanto al terminale della copertura del rivo di Soziglia, allora da poco incanalato in un percorso sotterraneo sotto le attuali via Luccoli, piazza Soziglia, via Orefici, piazza Banchi, via al Ponte Reale.

### Il periodo medioevale
Il palazzo appena costruito fu sede del Comune per soli due anni, cioè fino a quando, nel 1262, il Boccanegra fu deposto e costretto all'esilio in Francia, dove fu nominato dal re Luigi IX governatore di Aigues-Mortes, incarico che ricoprì fino alla morte, nel 1273 (o nel 1274). Il Comune dopo la caduta del Boccanegra ebbe per alcuni anni una sede provvisoria, fino a che a fine secolo si insediò nel requisito palazzo di Alberto Fieschi in Serravalle (edificio dal quale si sviluppò l'attuale palazzo Ducale).
Nella seconda metà del XIII secolo il palazzo ospitò anche le carceri, in cui fu recluso Marco Polo, caduto prigioniero dei genovesi in occasione della battaglia di Curzola del 1298. Durante il periodo di detenzione, durato quasi un anno, egli dettò al compagno di prigionia Rustichello da Pisa le sue memorie di viaggio che furono in seguito pubblicate sotto il titolo Il Milione.
A partire dal 1290, sui portici esterni all'edificio venne posta parte delle catene di Porto Pisano.
Dal 1340 il palazzo del mare divenne sede di magistrature di controllo dei traffici portuali e vi vennero insediate la dogana e gli uffici delle cosiddette "Compere", enti incaricati della gestione dei prestiti in denaro fatti dai cittadini al Comune. Nel 1407 tutte le "Compere" furono riunite sotto un'unica gestione: nacque così la Casa delle Compere e dei Banchi di San Giorgio, una delle prime istituzioni bancarie nate nell'Italia dei Comuni, che amministrava il debito pubblico e gestiva gli introiti delle gabelle, ruolo che avrebbe svolto fino al 1797, anno della caduta della repubblica.

### Dal XV al XVII secolo
A partire dal 1451, anno in cui l'intero edificio passò all'amministrazione di S. Giorgio, assumendone il nome, il palazzo fu oggetto di una serie di ampliamenti verso levante, espressione del crescente potere del Banco di San Giorgio, che portarono questa istituzione ad acquisire importanti funzioni non solo in campo economico ma anche politico, come l'amministrazione della Corsica e dei domini della repubblica nelle due Riviere.
Il palazzo fu restaurato nel 1535, ma l'ampliamento più importante fu quello del 1570, quando sul lato di levante fu aggiunto un corpo di fabbrica, contiguo a quello già esistente, con un monumentale prospetto rivolto verso il porto, pensato per essere ben visibile a chi si avvicinava a Genova via mare. In questa occasione fu ristrutturata la parte medioevale e vennero collocate nelle sale le statue dei benefattori delle Compere di San Giorgio. Al piano terreno della nuova ala vennero collocati gli uffici della Dogana, al primo piano gli uffici e le cosiddette "sacrestie", i caveau in cui erano custoditi monete e metalli preziosi; al secondo piano trovò posto l'archivio del Banco.
I prospetti del nuovo corpo di fabbrica vennero affrescati nel 1592 da Andrea Semino, ma i Protettori del Banco, insoddisfatti dell'opera, affidarono un nuovo incarico a Lazzaro Tavarone, che tra il 1606 e il 1608 affrescò la facciata a mare con figure di notabili genovesi ed al centro San Giorgio che uccide il drago.
Nel XVII secolo al centro della facciata venne innalzata una torre-orologio.

### L'Ottocento
Il Banco di San Giorgio cessò la sua attività con la caduta della repubblica indipendente, nel 1797, e fu sciolto definitivamente nel 1805, con l'annessione della Repubblica Ligure napoleonica all'impero francese. Il palazzo, in cui rimasero gli immensi archivi del Banco e gli uffici della dogana, andò incontro ad un periodo di estremo degrado. Quando negli anni trenta dell’Ottocento fu deciso il prolungamento della "Carrettiera Carlo Alberto" (oggi "via Gramsci") da piazza Caricamento a piazza Nuova (oggi "piazza Matteotti) si pensò anche di demolirlo, suscitando però le proteste di cittadini ed intellettuali.
Dovettero passare alcuni decenni per giungere, alla fine dell'Ottocento, ad un completo restauro da parte dell'architetto Alfredo d'Andrade di tutta la parte più antica del palazzo e delle principali sale, fra cui, come la denominò lo stesso d'Andrade, la scenografica Sala del Capitano del Popolo. L'architetto d'Andrade, sovrintendente dell'Ufficio per la Conservazione dei Monumenti di Liguria e Piemonte, rimodellò l'intera ala medioevale in maniera largamente interpretativa: vennero eliminati alcuni dei corpi di fabbrica aggiunti in varie epoche e riportato alla luce il paramento originale, liberandolo dagli intonaci che vi erano stati aggiunti. Questa opera di restauro, in sintonia con il gusto neogotico dell'epoca, ha evidenziato i caratteri medievali dell'edificio, sia pure in maniera un po' forzata, accentuando il dualismo tra l'antica sede del comune, rivolta verso la città, e la parte rinascimentale dell'edificio, rivolta verso il porto, emblema stesso della repubblica aristocratica e dei suoi traffici marittimi. Anche il restauro degli ambienti interni più rappresentativi (Sala del Capitano, Sala dei Protettori, Manica Lunga) rispecchiò il gusto dell'epoca; queste sale sono infatti solo ricostruzioni ipotetiche del palazzo medievale, come sono state immaginate dal D'Andrade.

### Il Novecento
Destinato inizialmente ad ospitare mostre ed eventi culturali il palazzo, dopo il restauro dell'ala medioevale, ma con quella cinquecentesca ancora in cattivo stato di conservazione, fu assegnato nel 1903 all'appena istituita autorità portuale, allora denominata Consorzio Autonomo del Porto di Genova. Questa scelta fu fortemente voluta dal gen. Stefano Canzio, primo presidente del CAP, con l'impegno di proseguire i lavori di restauro.
Dopo l'assegnazione dell'edificio al CAP fu restaurata anche l'ala rinascimentale. L'affresco del fronte a mare, di Lazzaro Tavarone, sbiadito e in parte scomparso, venne rifatto tra il 1912 e il 1914 da Lodovico Pogliaghi. Il pittore lombardo, su incarico del D'Andrade, ne effettuò il rifacimento sulla base di quanto rimaneva visibile, dei bozzetti del Tavarone e della grande tela del Paggi, conservata nella biblioteca del palazzo, che ne raffigurava la facciata.
Su richiesta del CAP fu aperto il portale d'ingresso sul lato a mare e realizzato internamente, dall'architetto Marco Aurelio Crotta, uno scalone di accesso alla Sala delle Compere. Per l'apertura dello scalone furono sacrificate le antiche "sacrestie" del Banco, ma soprattutto fu realizzata l'inversione di orientamento dell'edificio che con questa innovazione veniva, per la prima volta nella sua storia, a relazionarsi con il porto piuttosto che con la città.
La costruzione della strada sopraelevata, inaugurata nel 1965, se ha da un lato alleggerito il traffico sulle strade intorno al palazzo, completamente pedonalizzate dopo la realizzazione negli anni novanta del sottopasso tra piazza Caricamento e piazza Cavour, ha d'altra parte creato una barriera di notevole impatto visivo tra lo stesso palazzo e il porto antico.

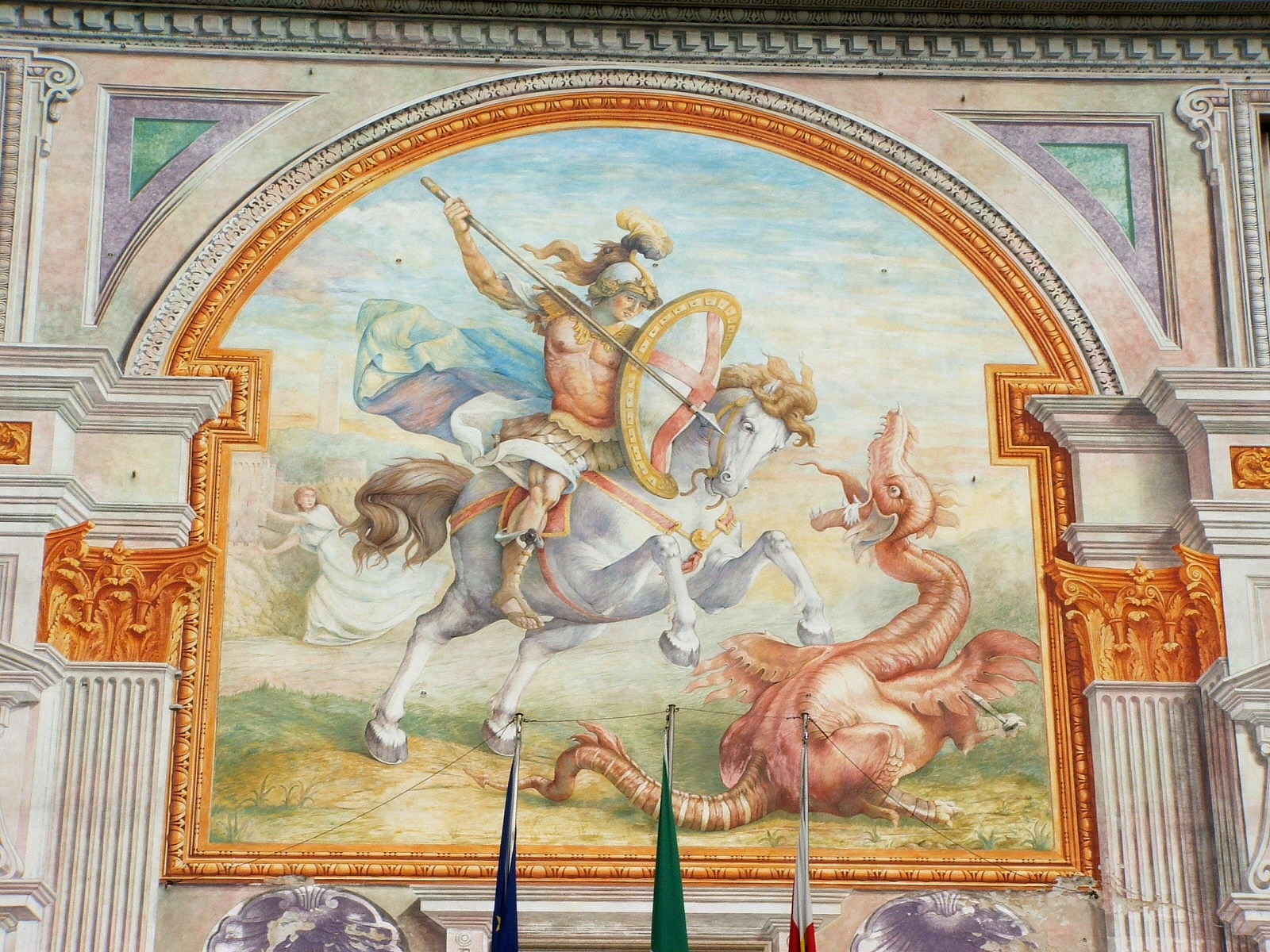
Affresco con San Giorgio e il drago

In occasione delle celebrazioni colombiane del 1992 per il cinquecentenario della scoperta dell'America la Soprintendenza per i Beni Artistici e Storici e dalla Soprintendenza ai Beni Ambientali ed Architettonici della Liguria ha provveduto ad un nuovo restauro della facciata principale. Gli affreschi del Pogliaghi erano infatti rimasti in buone condizioni per una trentina d'anni, ma erano poi degradati e nel 1985 ne rimanevano solo poche tracce.
Il recupero, eseguito tra il 1987 e il 1989, fu affidato al pittore Raimondo Sirotti, che sulla base dei bozzetti del Pogliaghi (molti dei quali conservati nel museo a lui dedicato a Varese), di disegni del D'Andrade, di alcune foto d'epoca e delle poche tracce rimaste, commissionò l'intero rifacimento all'artista Lorenzo Antognetti che riuscì nell'intento di ricostruire il disegno secondo le linee originali per poi riportarlo con la tecnica dello spolvero sulla facciata del palazzo.
Dal 1995, con la riforma nazionale degli enti portuali, al Consorzio Autonomo del Porto di Genova è subentrata la nuova autorità portuale che ha tuttora la sua sede nel palazzo.

## Descrizione

### Esterno

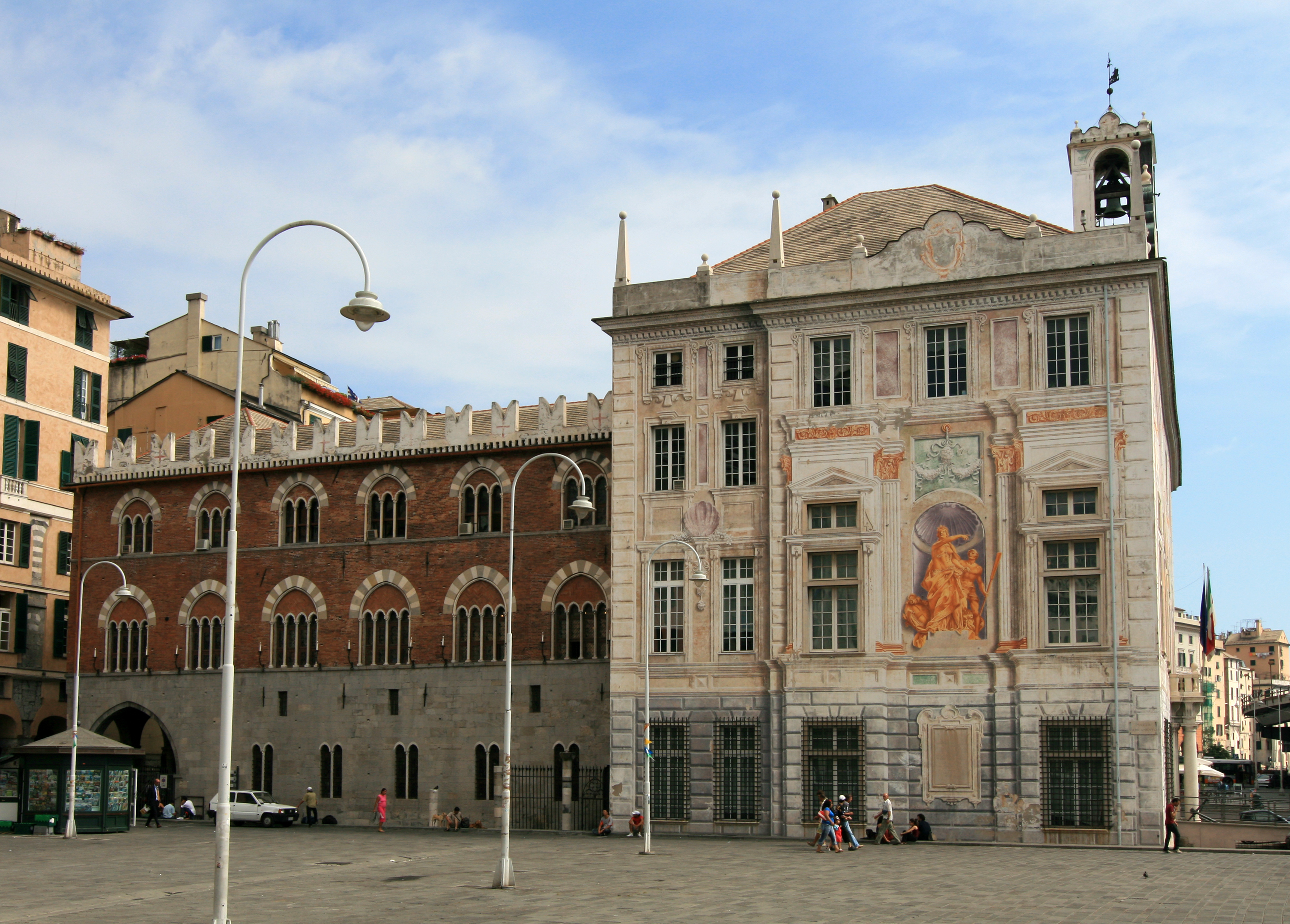
Il prospetto settentrionale visto da piazza Caricamento

Il palazzo si presenta oggi in un duplice aspetto: verso il porticato della Ripa l'edificio duecentesco, in mattoni rossi a vista e basamento in pietra, e l'ala cinquecentesca protesa verso il porto, con l'intonaco dipinto.

#### Il prospetto orientale

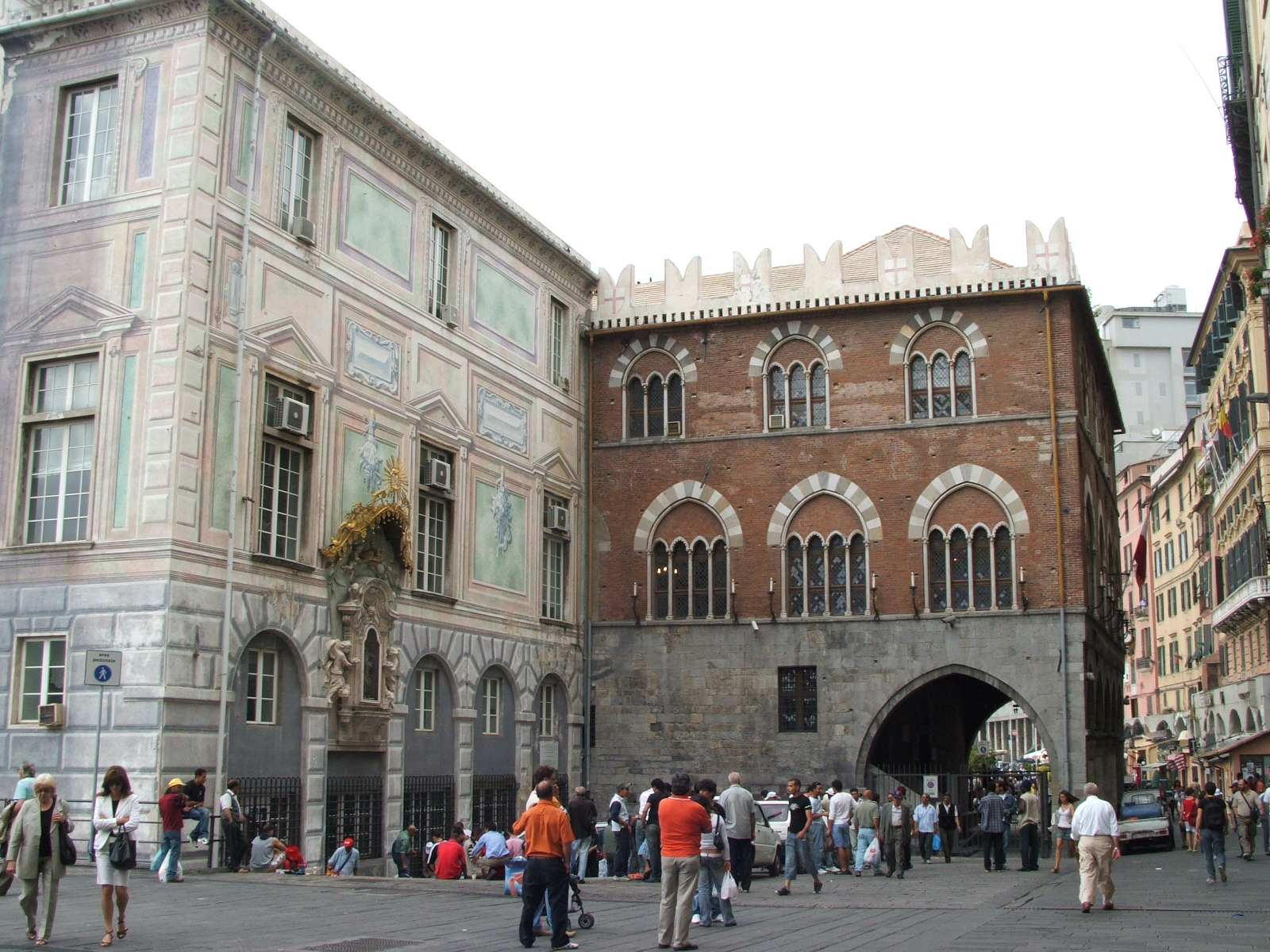
Le facciate su piazza Raibetta

La parte a levante, affacciata sulla palazzata di Sottoripa, è quella medioevale, risalente al 1260, che oggi vediamo nella sua ristrutturazione ottocentesca; in pietra grigia di Promontorio squadrata al piano terra e mattoni a vista ai piani superiori, coronata da una merlatura ghibellina, ha alla base un portico formato da cinque arcate a sesto acuto sostenute da quattro colonne e un pilastro a ciascuna estremità. La facciata, alleggerita da trifore e quadrifore, è priva di ornamenti: vi si trovava un tempo un affresco, realizzato sul finire del XV secolo da Carlo Braccesco, detto "Carlo del Mantegna", raffigurante "San Giorgio e il drago". Di questo dipinto, ancora ben conservato nel Settecento, restavano ancora tracce prima dei restauri ottocenteschi, come attestato da diversi autori dell'epoca.

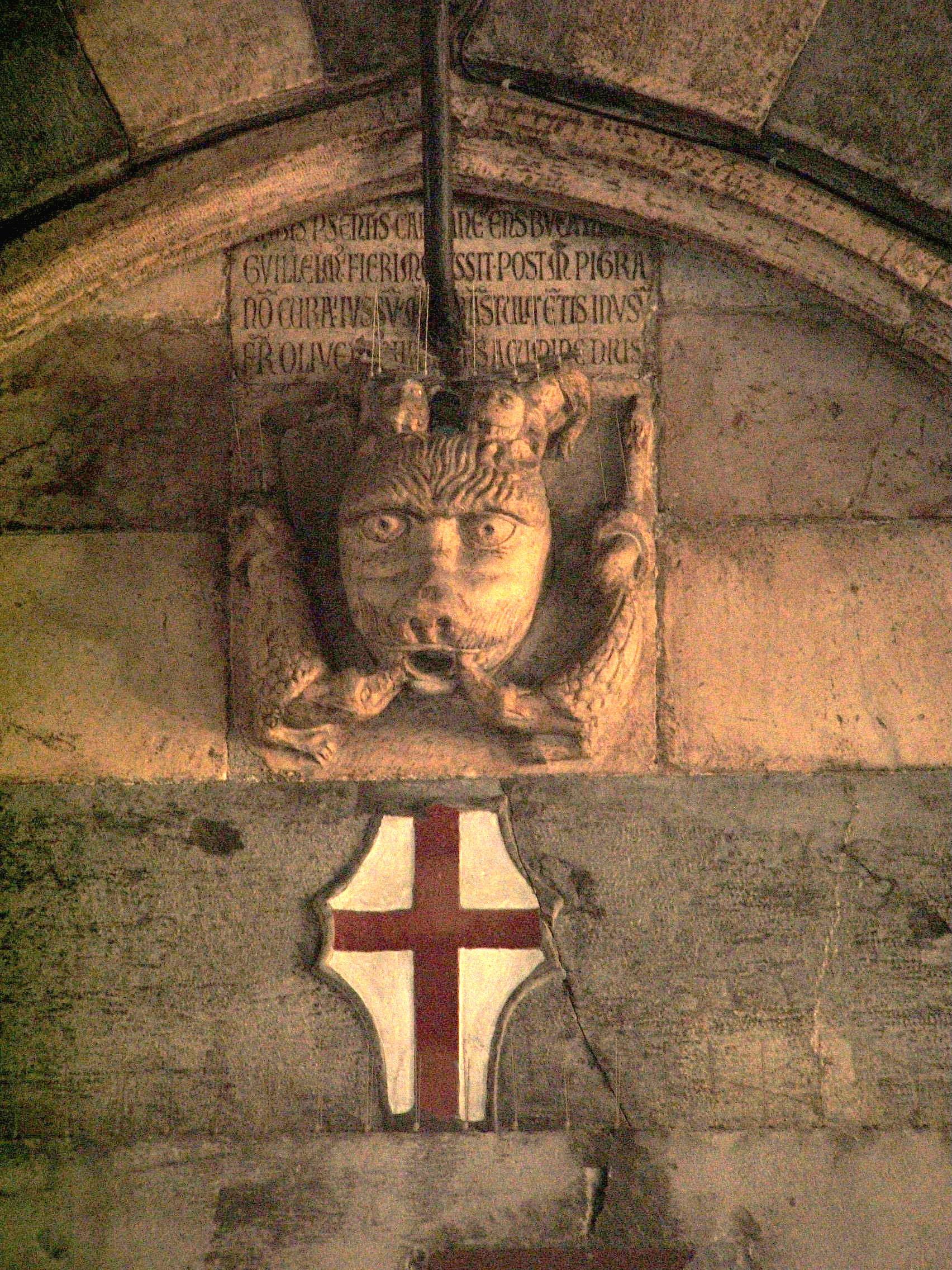
Il mascherone sopra l'ingresso da via frate Oliverio

Attraverso l'arcata centrale del portico si apre il portale d'ingresso, che fu quello principale del palazzo fino al 1912, quando fu aperto il nuovo ingresso sul lato a mare. Sopra al portale è collocato un mascherone con una figura leonina, e altre due piccole teste leonine si vedono sugli spigoli ai lati del portico; queste piccole sculture, in stile gotico ma con influenze dell'antica Grecia, provenivano dal palazzo di rappresentanza dei Veneziani a Costantinopoli, detto del Pantocratore, che i genovesi avevano ottenuto dall'imperatore bizantino Michele VIII Paleologo per l'aiuto prestato contro l'Impero latino d'oriente e deciso nel trattato di Ninfeo. Accanto all'ingresso è collocata la lapide che celebra la fondazione dell'edificio.

#### Il prospetto occidentale

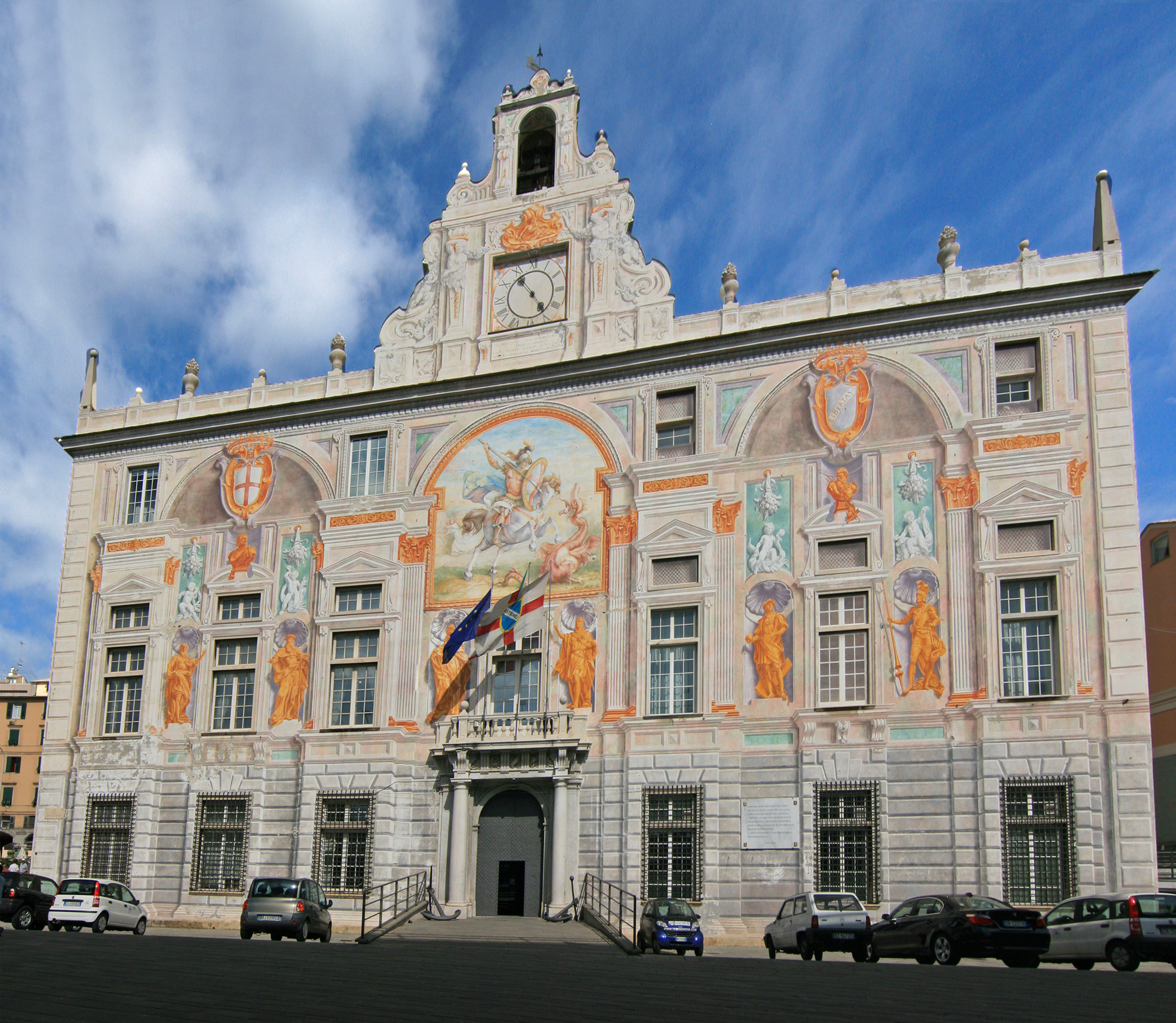
La facciata su via della Mercanzia

Su via della Mercanzia si affaccia l'ala cinquecentesca, con la facciata interamente ricoperta dagli affreschi di Raimondo Sirotti che ricalcano quelli realizzati all'inizio del Novecento da Ludovico Pogliaghi, che a sua volta aveva rifatto, reinterpretandoli, quelli originali del Tavarone.
La decorazione dipinta della facciata riproduce un rivestimento in marmo con bugnato al piano terra e paraste che dividono il prospetto in tre sezioni.
Al centro della facciata, sopra all'imponente portale marmoreo di accesso, campeggia la figura policroma raffigurante San Giorgio a cavallo che uccide il drago, immagine ricorrente in numerosi portali dei palazzi del centro storico: il santo nel medioevo era infatti considerato il simbolo stesso della Repubblica. Il soggetto è stato liberamente interpretato dal Sirotti nel 1990, essendo scomparsa ogni traccia dell'originale seicentesco. Ai lati, da sinistra verso destra, sono dipinte sei statue, di colore bronzeo, all'interno di finte nicchie, raffiguranti alcune figure storiche della Repubblica: l'annalista Caffaro, il "Principe" Andrea Doria, il doge Simone Boccanegra (secondo alcuni il dipinto raffigurerebbe invece il fondatore del palazzo, Guglielmo Boccanegra), il condottiero crociato Guglielmo Embriaco detto "Testa di maglio", il navigatore Cristoforo Colombo e infine l'ammiraglio Biagio Assereto.
Completano la decorazione le figure di Giano e Nettuno, anch'esse in finto bronzo, e lo stemma dei "Conservatori del Mare", l'ente preposto al governo del porto all'epoca della Repubblica di Genova. La facciata culmina con la torre dell'orologio.

#### Altri prospetti

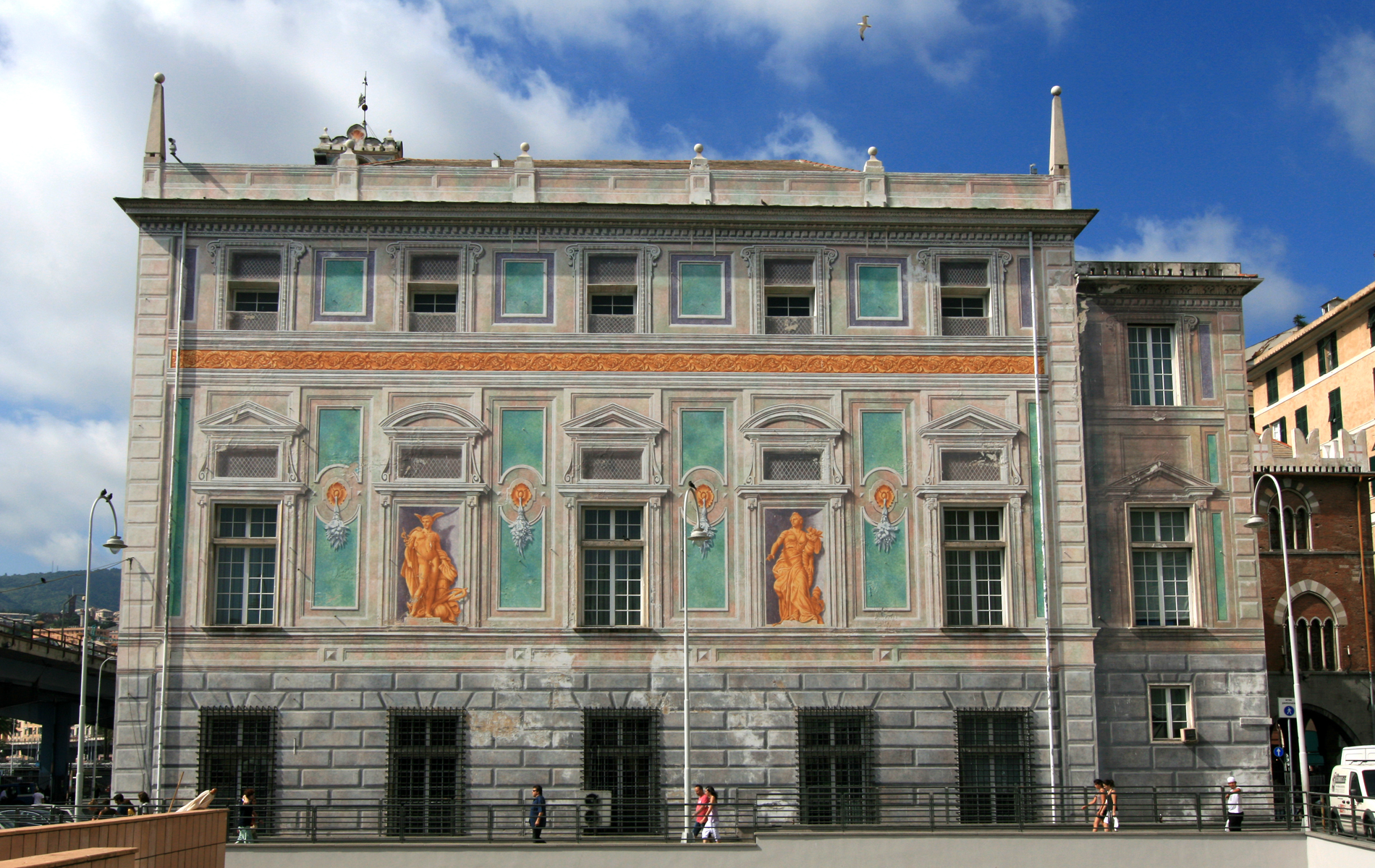
La facciata meridionale

La decorazione dei restanti prospetti dell'ala cinquecentesca, in assenza di notizie storiche certe, è basata su disegni del D'Andrade e riprende i motivi dell'ornato della facciata, con figure ispirate al commercio marittimo ed al lavoro portuale. Nella parte a levante dell'ala cinquecentesca, su piazza Raibetta, si trova una grande edicola settecentesca in marmo e stucco, con al centro una statua dell'Assunta con due angeli, sormontata da un baldacchino metallico.

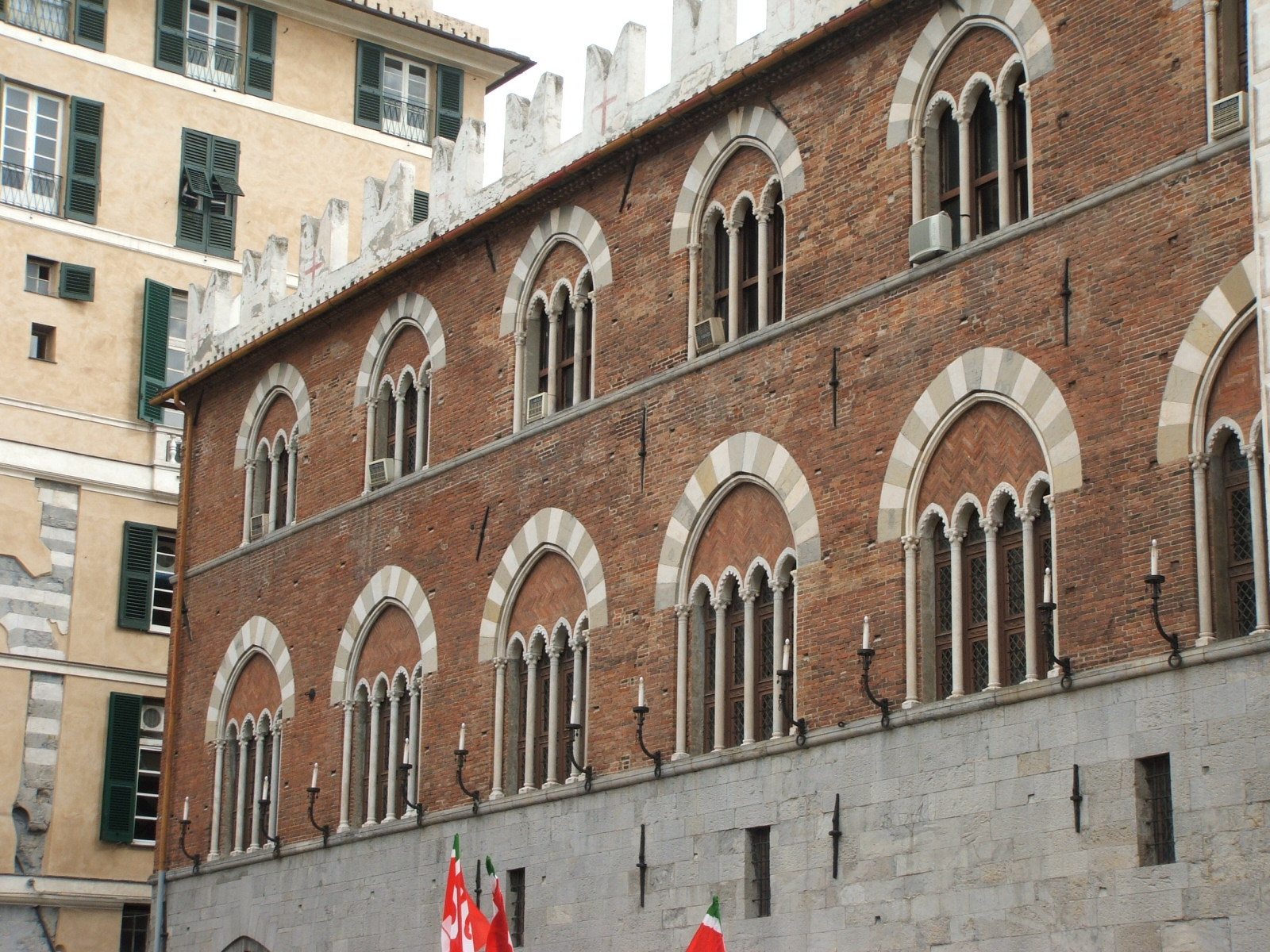
Particolare della facciata su piazza Caricamento

Lungo il prospetto settentrionale, affacciato su piazza Caricamento, dove nel tardo Medioevo il palazzo era collegato allo scomparso edificio della zecca, restano alcune colonne, di cui una con capitello sferocubico, che facevano parte del porticato di collegamento tra i due edifici.

### Interno
Dall'ingresso situato in via della Mercanzia, nel prospetto a mare, attraverso un ampio scalone si accede al cinquecentesco salone delle Compere, posto al primo piano; il salone è contornato da nicchie alle pareti con statue dei benefattori del Banco. Vi si trovano anche un dipinto di Domenico Piola raffigurante la Madonna regina di Genova con San Giovanni Battista e San Giorgio, lo stemma di Genova con i simboli della Giustizia e della Fortezza, di Francesco De Ferrari (1491) e l'emblema del Banco, di Luchino da Milano (1444).
Nella sala dei Protettori si trova un camino di Giovanni Giacomo Della Porta (1554) e il dipinto del Paggi raffigurante Madonna e S. Giorgio, della fine del Cinquecento.
La costruzione medioevale è caratterizzata da un cortile interno porticato con colonne in pietra. Negli ambienti medievali ricostruiti dal D'Andrade, nella sala detta della Manica Lunga si trova un bassorilievo quattrocentesco di Michele D'Aria, con il consueto motivo di S. Giorgio e il drago, in quella detta del Capitano del Popolo, statue, anch'esse del Quattrocento di benefattori del Banco, dello stesso Michele D'Aria, Antonio Della Porta e Pace Gagini.

#### L'archivio storico del porto
L'archivio storico del porto di Genova, conservato a palazzo San Giorgio, comprende la documentazione dal 1870 e il 1945, in particolare quella relativa all'ampliamento del porto, realizzato tra il 1870 e il 1888 ed i documenti del Consorzio Autonomo del Porto dal 1903 al 1945, in gran parte riguardanti la costruzione del bacino portuale di Sampierdarena negli anni trenta del Novecento.

## Galleria d'immagini

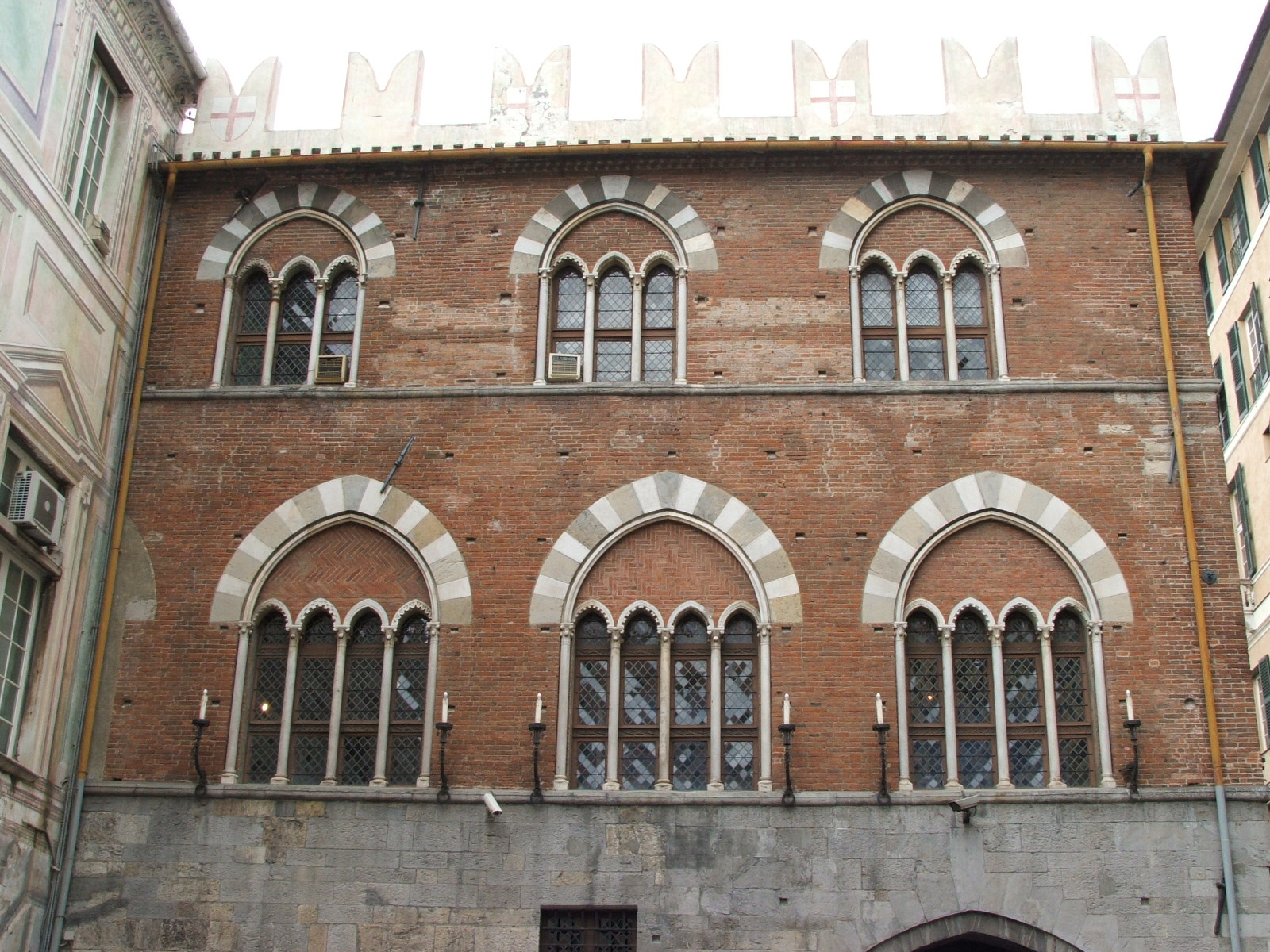
Particolare della Loggia
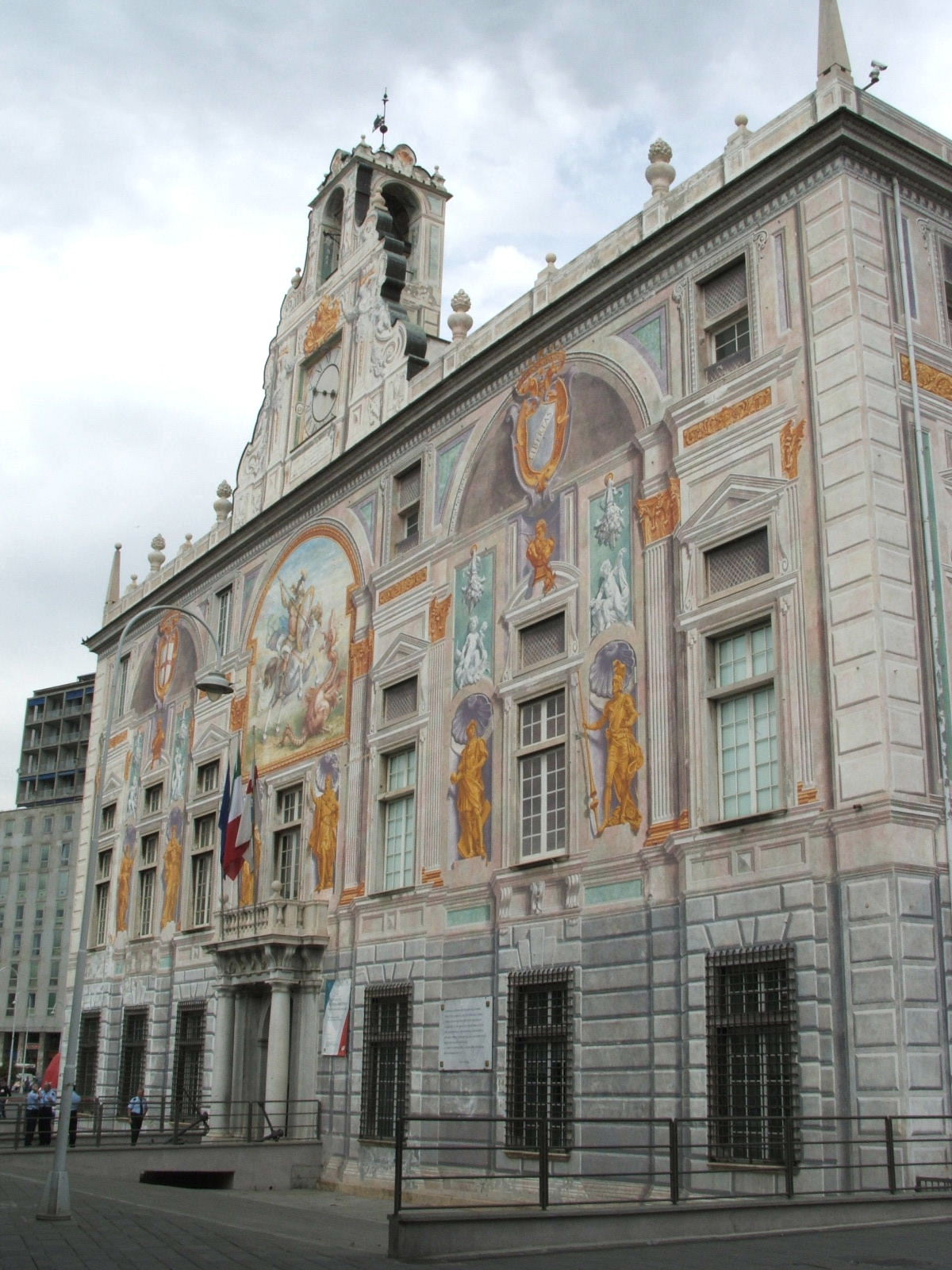
Prospetto principale
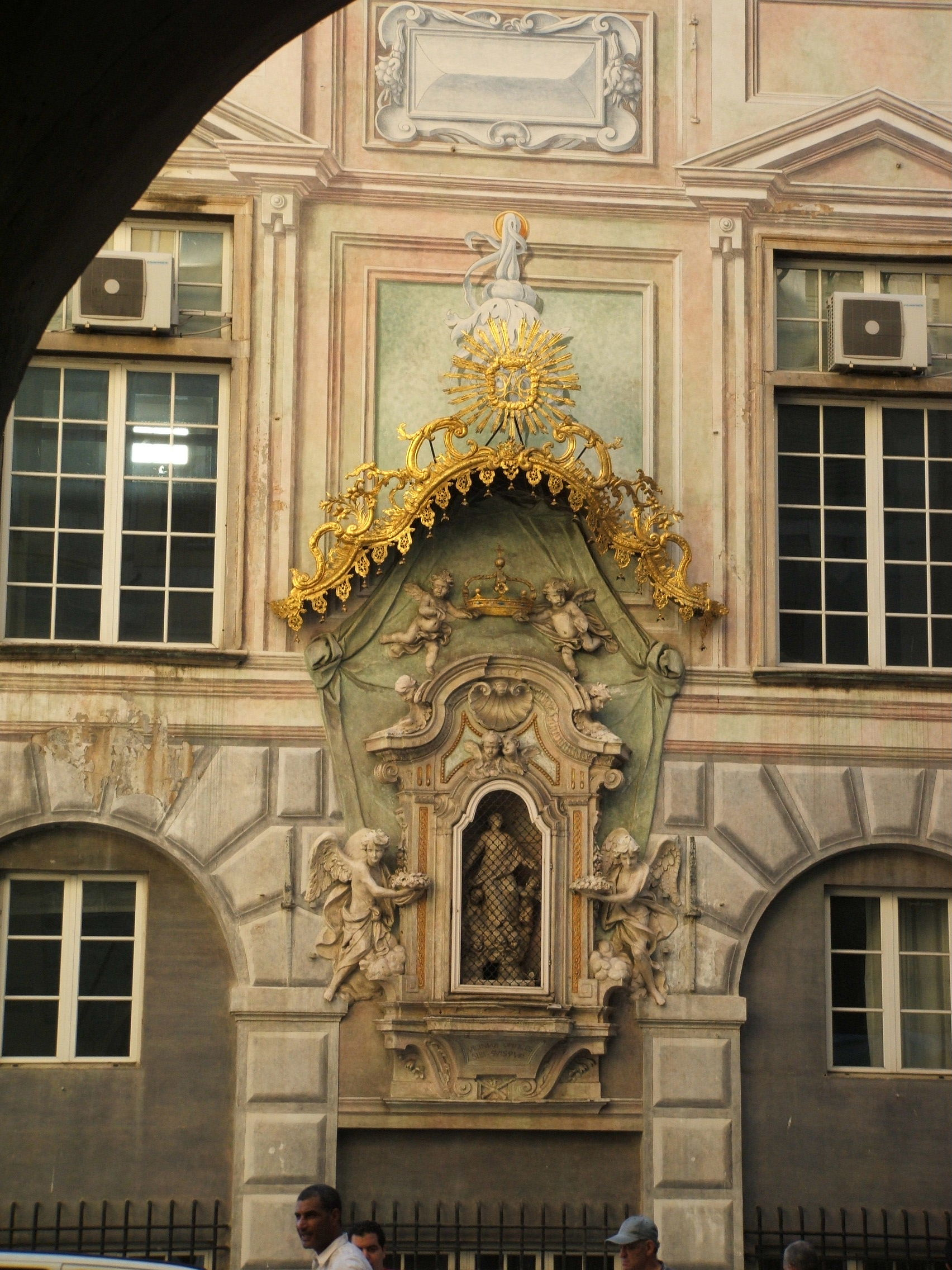
L'edicola settecentesca
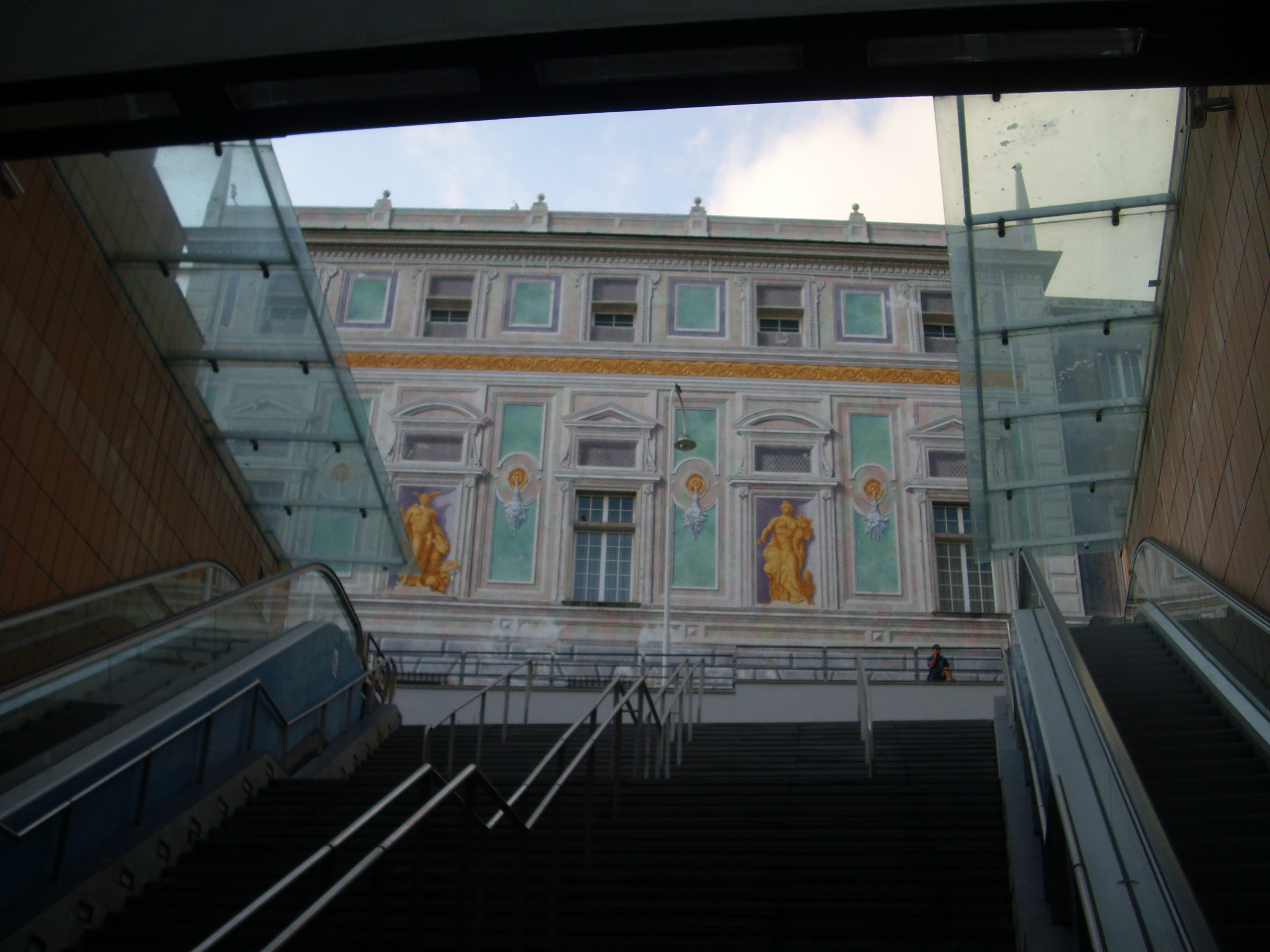
La facciata meridionale, come appare uscendo dalla stazione "San Giorgio" della metropolitana
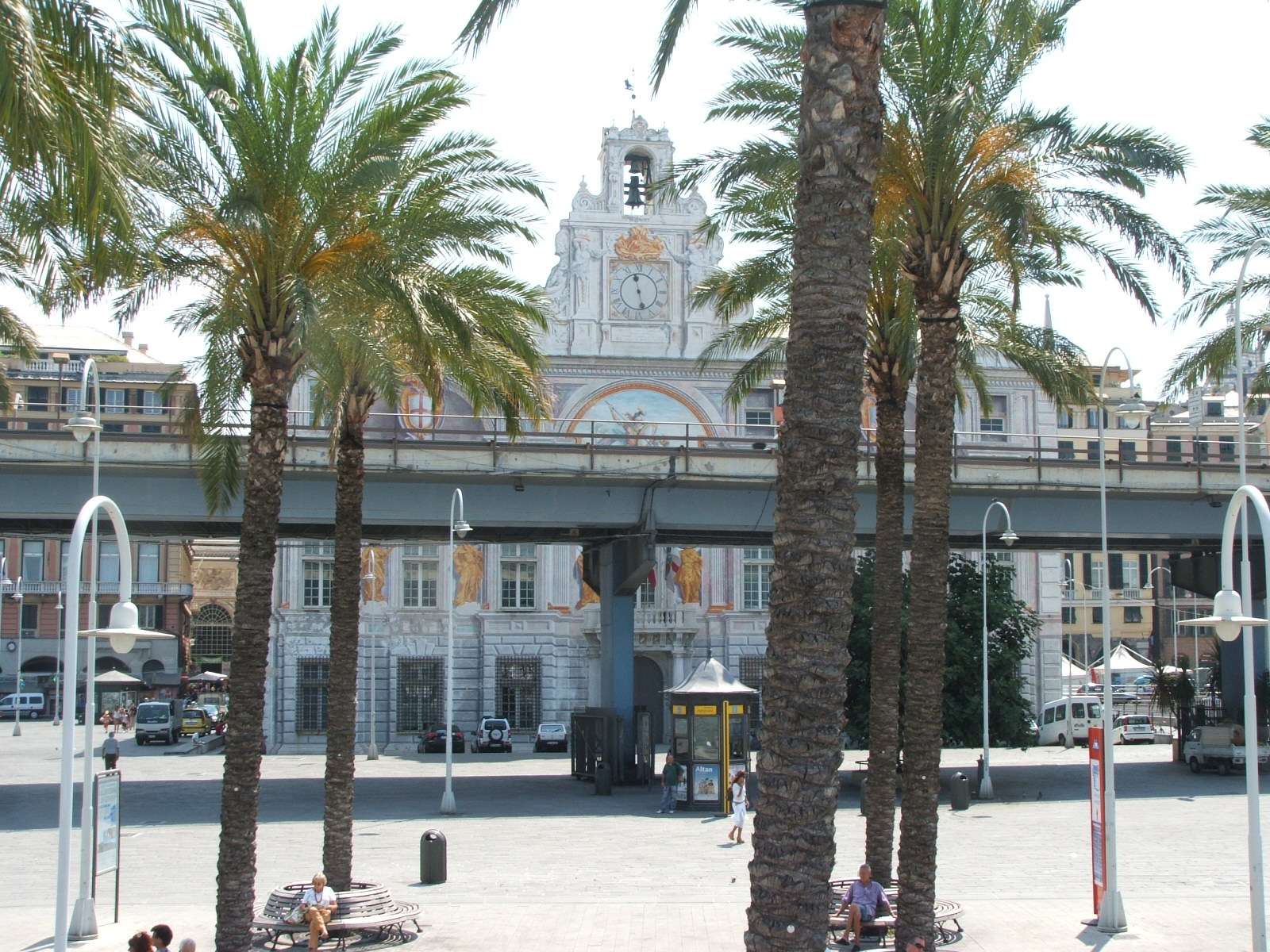
Il palazzo visto dal porto antico
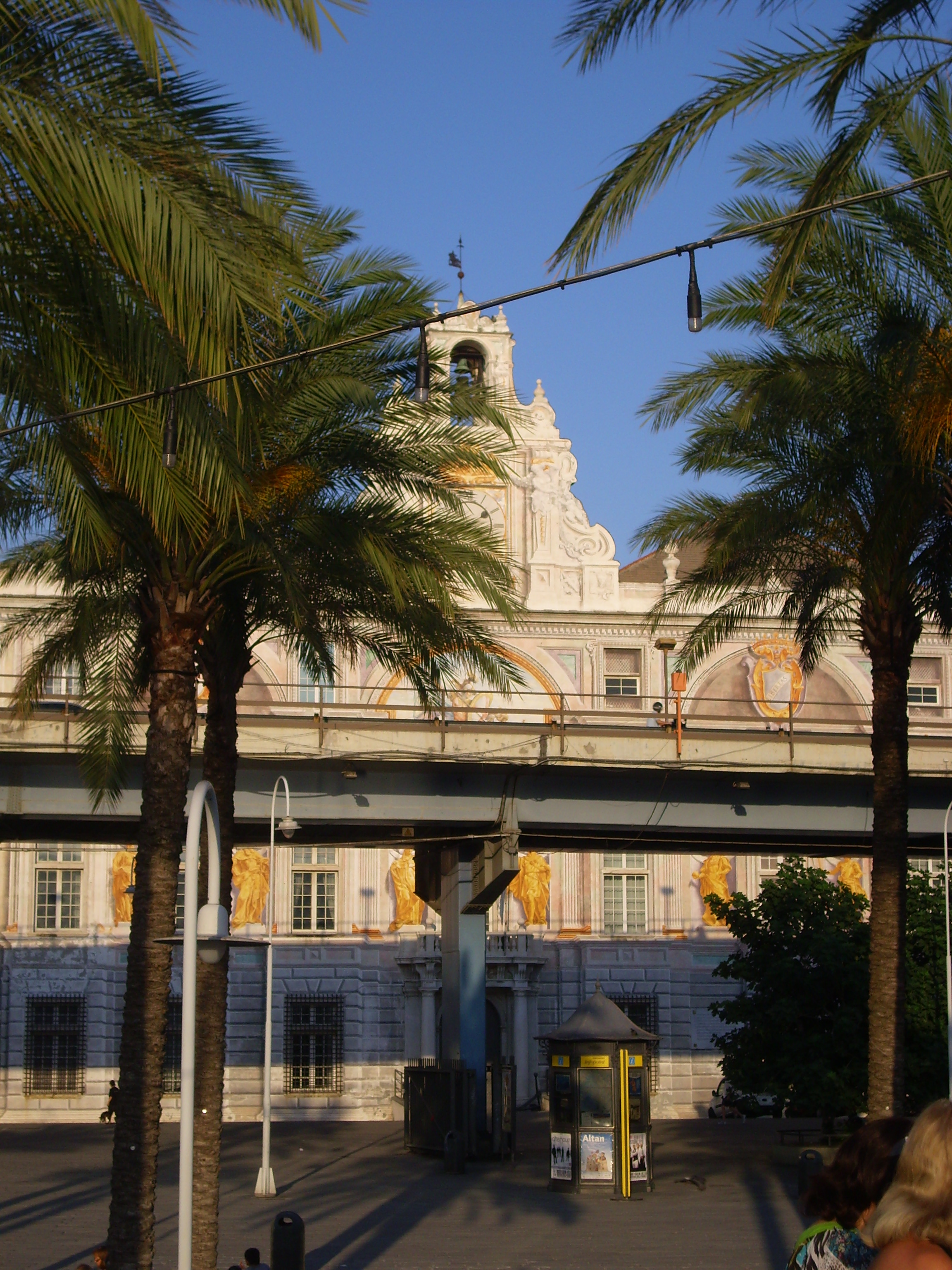
Palazzo San Giorgio, fotografato dalla Navebus
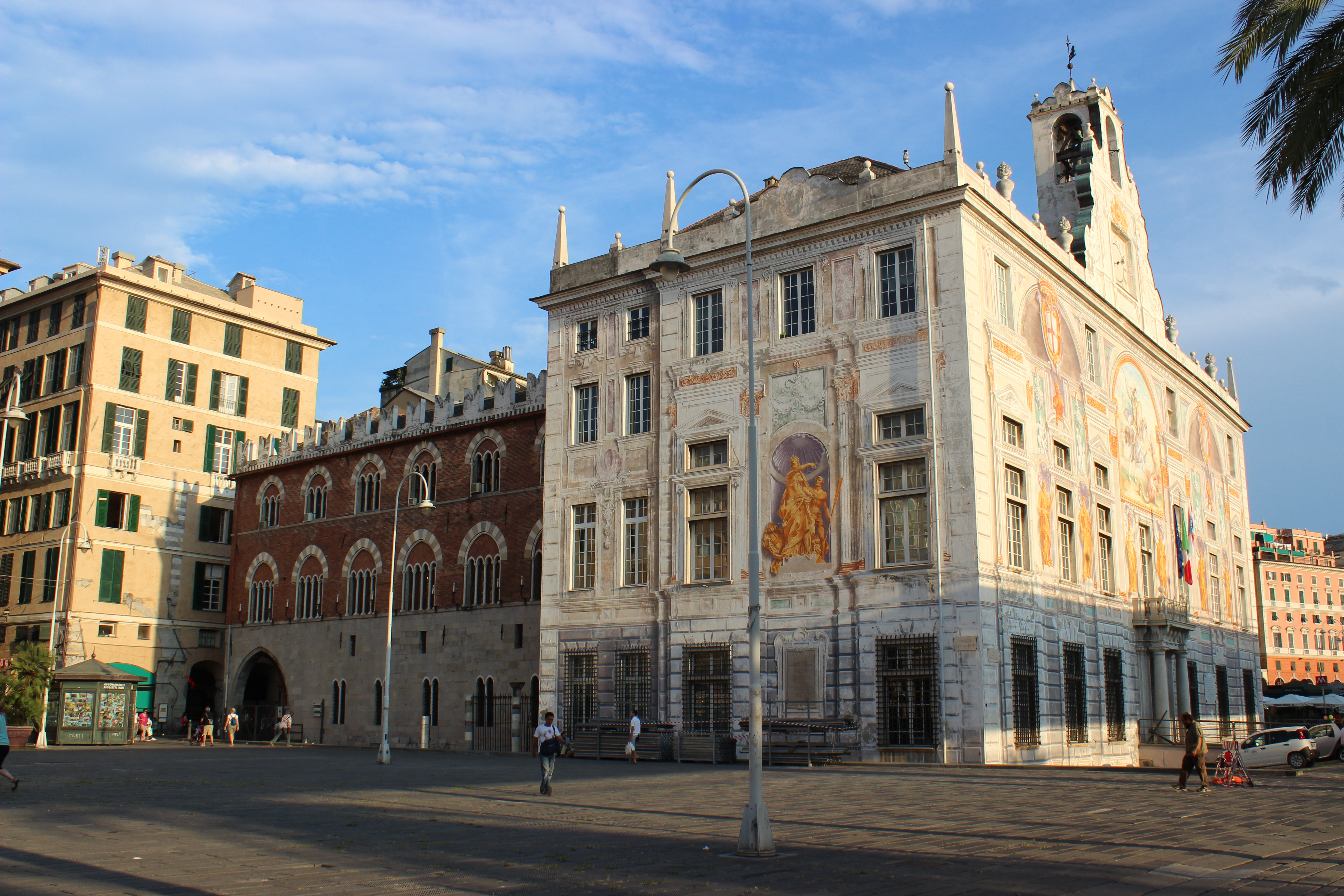
I due corpi del palazzo fotografati da piazza Caricamento